# Berlin (Nova Jersey)
Berlin és una població dels Estats Units a l'estat de Nova Jersey. Segons el cens del 2007 tenia 7.870 habitants.

## Demografia
Segons el cens del 2000, Berlin tenia 6.149 habitants, 2.205 habitatges, i 1.660 famílies. La densitat de població era de 663,2 habitants/km².
Dels 2.205 habitatges en un 33,6% hi vivien nens de menys de 18 anys, en un 60,3% hi vivien parelles casades, en un 11,4% dones solteres, i en un 24,7% no eren unitats familiars. En el 19,6% dels habitatges hi vivien persones soles el 7,9% de les quals corresponia a persones de 65 anys o més que vivien soles. El nombre mitjà de persones vivint en cada habitatge era de 2,76 i el nombre mitjà de persones que vivien en cada família era de 3,19.
Per edats la població es repartia de la següent manera: un 24,6% tenia menys de 18 anys, un 6,7% entre 18 i 24, un 30,3% entre 25 i 44, un 24,7% de 45 a 60 i un 13,6% 65 anys o més.
L'edat mediana era de 38 anys. Per cada 100 dones de 18 o més anys hi havia 93 homes.
La renda mediana per habitatge era de 60.286 $ i la renda mediana per família de 68.704 $. Els homes tenien una renda mediana de 44.211 $ mentre que les dones 31.980 $. La renda per capita de la població era de 24.675 $. Aproximadament l'1,9% de les famílies i el 3,5% de la població estaven per davall del llindar de pobresa.

## Poblacions més properes
El següent diagrama mostra les poblacions més properes.